# میا موچی
میا موچی (چینی: 母其弥雅؛ زادهٔ ۲۰ مهٔ ۱۹۸۷) بازیگر، مدل و مربی حرفه‌ای یوگا اهل چین است.
از فیلم‌هایی که وی در آن‌ها نقش داشته‌است، می‌توان به پادشاه میمون ۲، کونگ فو یوگا و ونگارد اشاره نمود.